# Močítka
Močítka je malá vesnice, část obce Svijanský Újezd v okrese Liberec. Nachází se asi 1,5 kilometru na jih od Svijanského Újezda. Močítka leží v katastrálním území Svijanský Újezd o výměře 5,3 km².

## Historie
První písemná zmínka o vesnici pochází z roku 1790.